# Wikingowie

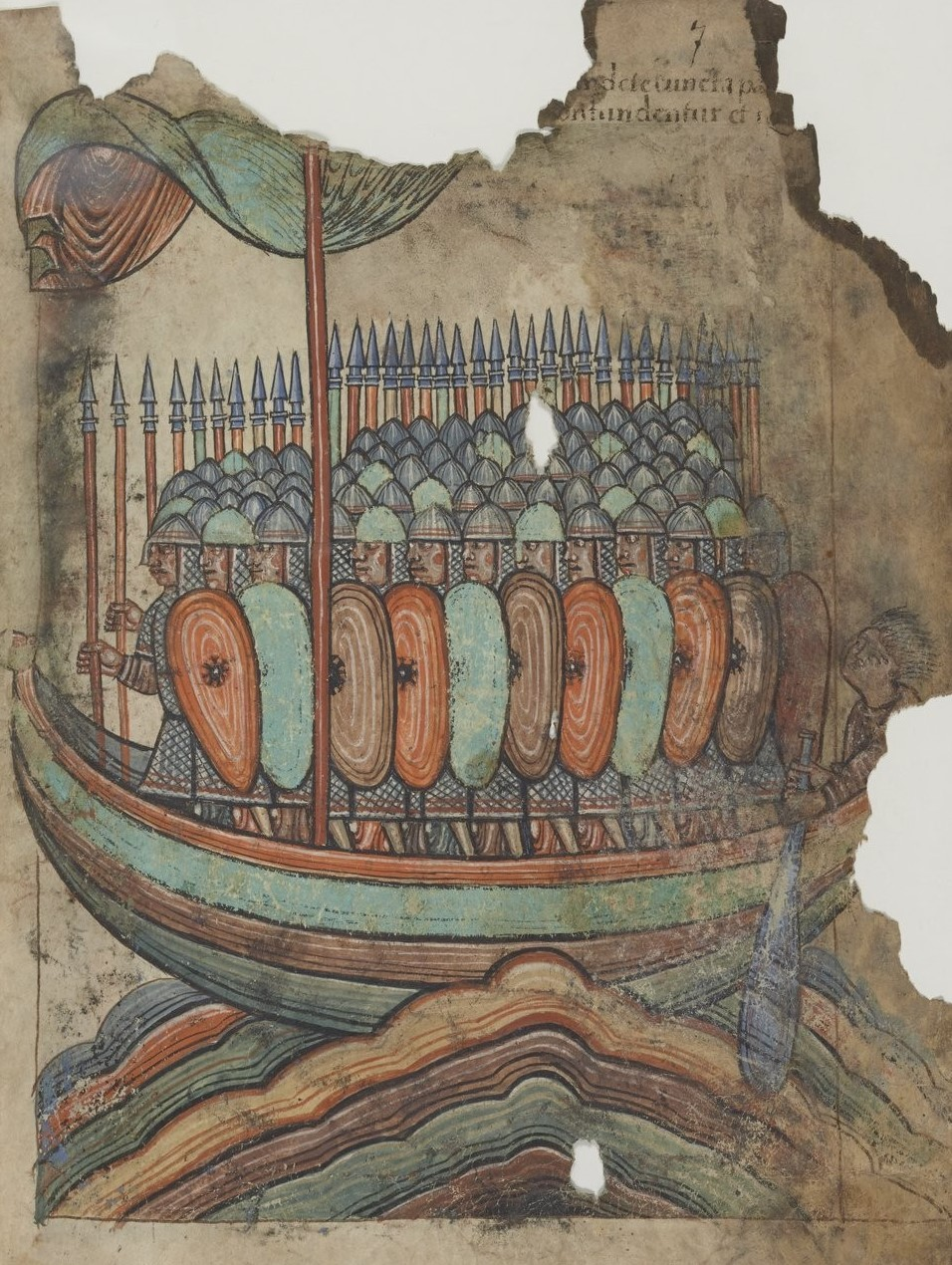
Ilustracja przedstawiajaća wikingów płynąych długą łodzią, około roku 1100

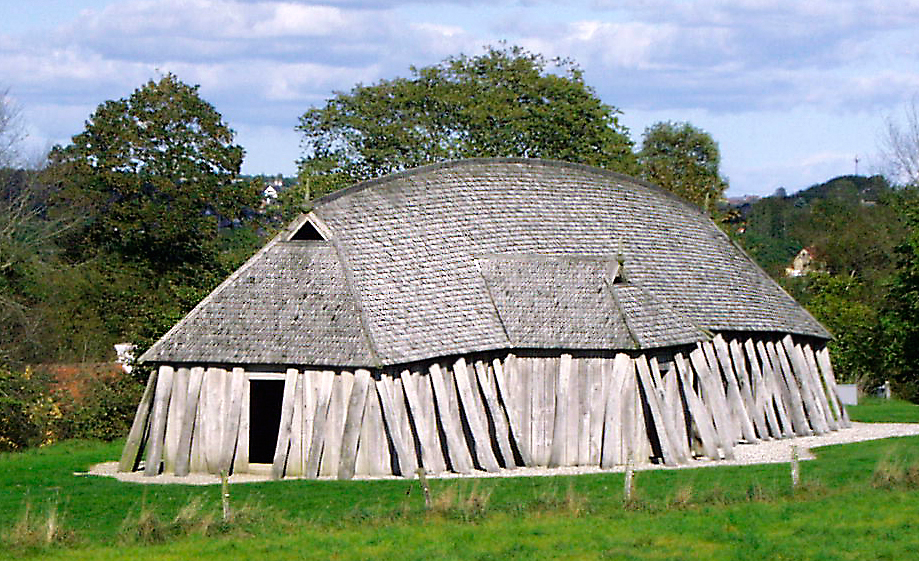
Zrekonstruowany długi dom z epoki wikingów

Wikingowie – najemni wojownicy, którzy od VIII wieku podejmowali dalekie wyprawy o charakterze kupieckim, rabunkowym lub osadniczym. Główne siedziby posiadali w basenie Morza Bałtyckiego i Półwyspu Skandynawskiego.
Organizatorami wypraw do krajów Europy Zachodniej byli m.in. Normanowie duńscy i norwescy, a także mieszkańcy dzisiejszej Szwecji południowej (prowincje Bohuslän, Halland, Uppland, Skania i Blekinge).
Normanowie skandynawscy, głównie Swionowie, organizowali wyprawy do krajów położonych na wschód i południe od ich ojczyzny, docierając do Bułgarii Kamskiej, Rusi Kijowskiej, Bizancjum, a nawet Kalifatu Bagdadzkiego. Wikingowie dotarli też do Ameryki Północnej na długo przed Kolumbem. Dopłynęli do półwyspu Labrador – Winlandii (wschodnie wybrzeże Kanady).

## Nazewnictwo

### Etymologia
Pochodzenie słowa „wiking” nie jest jasne. Możliwe, że pochodzi od słowa vik, czyli zatoka lub od nazwy prowincji Viken nad zatoką Oslofjorden. W formie wicinga, wicingas zostało po raz pierwszy użyte dla określenia małych grup pirackich w anglosaskim poemacie Widsith z VII wieku.
Słowo to pojawiło się jeszcze w VIII wieku (przed okresem napaści wikingów na wybrzeża Anglii, Irlandii i Francji) w postaci staroangielskiego wicingsceada i starofrancuskiego witsing. Od tamtej pory zaczęto łączyć nazwę wiking z tym właśnie obszarem językowym, wskazując na staroangielski wic oznaczający obóz handlowy. Pierwszy raz tego określenia użyto na długo przed epoką wikingów, wobec osadników saskich (saksońskich).
Staronordycki rzeczownik żeński viking oznacza wyprawę zamorską. Pojawiał się w inskrypcjach runicznych epoki wikingów i późniejszych pismach średniowiecznych (np. w ustalonym wyrażeniu fara í víking „wyruszyć na ekspedycję”). W tekstach późniejszych, jak Sagi islandzkie, stwierdzenie „wyruszyć na viking” oznacza udział w wyprawie łupieżczej lub piractwie. Wywiedziony od tego staronordycki rzeczownik męski víkingr, odnoszący się do żeglarzy bądź wojowników biorących udział w wyprawach zamorskich, pojawia się w poezji skaldów oraz na kamieniach runicznych, znajdowanych w Skandynawii. Przed zakończeniem epoki wikingów nie niosło negatywnych konotacji. Niezależnie od etymologii było używane jako określenie aktywności i związanych z nią osób, bez uwzględnienia przynależności etnicznej czy kulturowej.

### Inne nazwy
Wikingowie byli znani wśród Niemców jako Ascomanni („ludzie jesionu” od rodzaju drewna, z którego budowali łodzie), Lochlannach („ludzie wody”) wśród Celtów oraz Dene („Duńczycy”) wśród Anglosasów.
Słowianie, Arabowie oraz Grecy bizantyjscy nazywali ich Rusami lub Rhosami (stgr. Ῥῶς), co prawdopodobnie wywodzi się od rōþs-, związanego z wiosłowaniem lub Roslagen, środkowo-wschodnim rejonem Szwecji, skąd pochodziła większość wikingów odwiedzających ziemie Słowian.
Słowianie i Grecy nazywali ich także Waregami (ze staronordyckiego Væringjar „zaprzysiężeni ludzie” lub prasłowiańskiego trzonu *war – „zysk”).

## Ramy chronologiczne „burzy normańskiej” (epoki wikingów)
Konwencjonalna
- ok. 800 – ok. 1050 (pokrywa się ze stopniem chrystianizacji państw skandynawskich).

Symboliczna
- 793 – złupienie klasztoru angielskiego na wyspie Lindisfarne.
- 1066 – w bitwie pod Stamford Bridge zginął z ręki Anglosasów król Norwegii Harald III Hardraada (tj. Srogi, Nieobliczalny), zwany „ostatnim wikingiem”.

## Napady i wojny

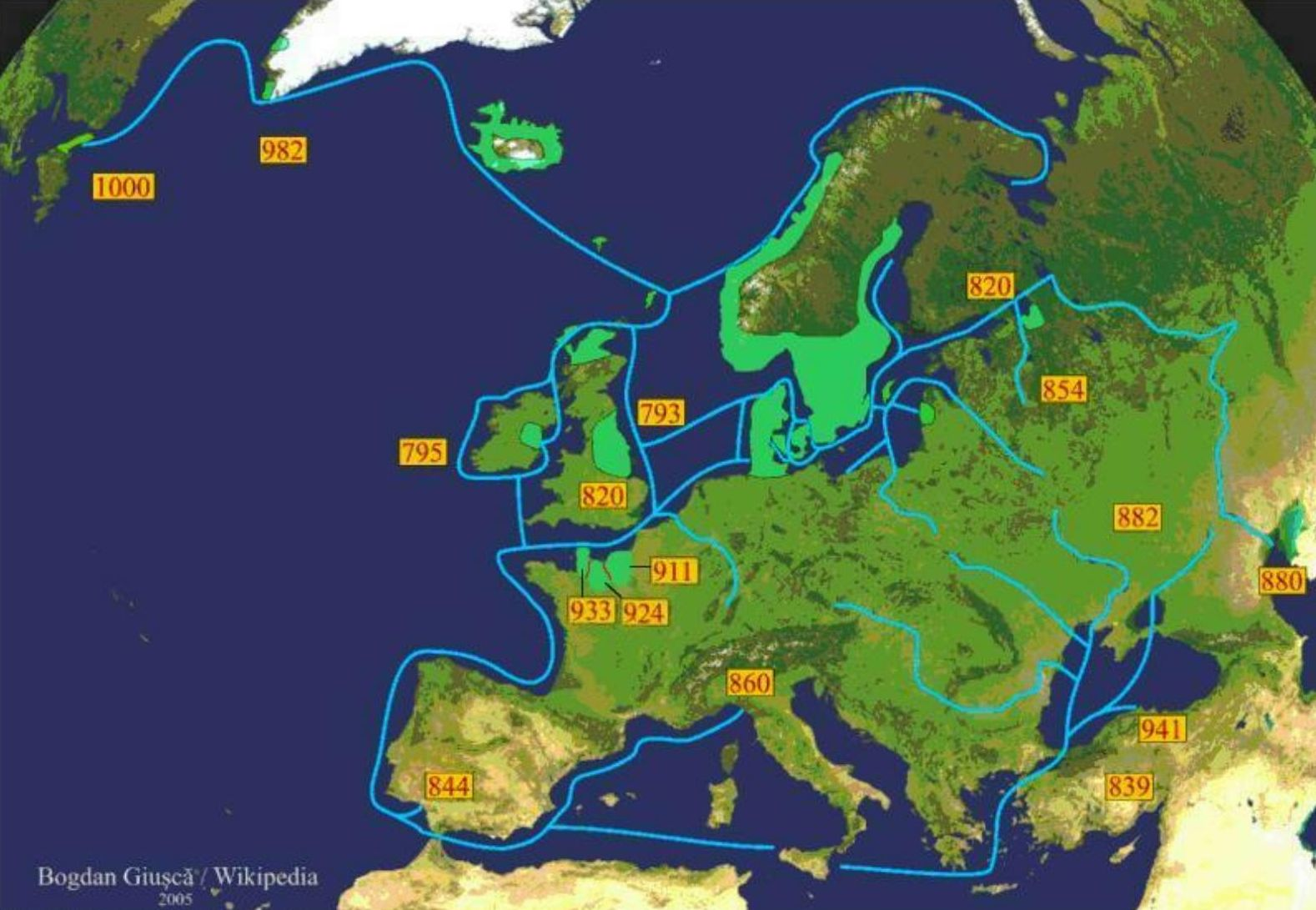
Mapa ekspansji wikingów (1)

Mapa ekspansji wikingów (2)
VIII wiek, IX wiek, X wiek, XI wiek,
miejsca atakowane, ale bez osadnictwa

### Etapy ekspansji
Pierwszy odnotowany napad wikingów miał miejsce w 793 na wybrzeżach Anglii (Lindisfarne). Początkowo ich wyprawy nie wychodziły poza obręb Morza Północnego i wysp szkockich – Orkadów, Szetlandów, Hebrydów. Około roku 800 po raz pierwszy wylądowali na Wyspach Owczych, które szybko zostały przez nich skolonizowane. W 874 dotarli również do Islandii. Kolejny wiek przyniósł odkrycie Grenlandii (ok. 982) i Ameryki (półwysep Labrador i Nowa Fundlandia – ok. 1000), gdzie również założyli swoje osady. Jednak walki z tubylcami i kłótnie wewnętrzne rychło spowodowały porzucenie osad w Nowym Świecie.
Z biegiem lat bandy wikingów rozrosły się do pokaźnych flotylli i zwiększył się ich zasięg. Niektóre grupy, opływając Półwysep Iberyjski, dostawały się na Morze Śródziemne i grabiły wybrzeża południowej Galii i Italię. Inne grupy, wyprawiając się na wschód, penetrowały szlaki i tereny wzdłuż rzek Dźwiny i Wołchow oraz Dniepru, aż do Morza Czarnego, gdzie łupiły przybrzeżne miasta Cesarstwa Bizantyńskiego. Wołgą przepływali aż na Morze Kaspijskie. Wikingowie bogacili się jednak nie tylko łupieniem, ale również handlem. Prowadzili intratny handel z Arabami, którym za srebro z Taszkentu i Afganistanu dostarczali futra, ozdoby z metali szlachetnych i niewolników z terenów nadbałtyckich.
Po fazie najazdów rabunkowych Normanowie zaczęli się osiedlać na zdobytych terenach, zwłaszcza na wyspach: Orkadach, Szetlandach, Islandii, a także w Irlandii i Brytanii oraz na półwyspie Cotentin we Francji północnej, gdzie założyli księstwo Normandii. Zamieszkali w nim wikingowie zaczęli używać języka francuskiego, a w 919 przyjęli chrześcijaństwo. Państwo wikingów w Normandii istniało przez ponad 300 lat, stając się w końcu księstwem lennym króla Francji.
Dotarli także w głąb dzisiejszych Rosji i Ukrainy (Kijów znany jako Kanugård był ich faktorią handlową) oraz do Wielkiej Brytanii i Europy kontynentalnej.
Na początku XI wieku zdołali opanować niemal 80% terytorium Anglii, tworząc własne królestwo, którego królem był Kanut Wielki, po czym zostali wyparci na skutek rebelii Anglów i Sasów. Po 1066 królestwo anglosaskie zostało jednak ponownie podbite przez Normanów z Normandii, którzy również wywodzili się od wikingów, a królem Anglii został ponownie wiking z pochodzenia – Wilhelm Zdobywca – który stał się założycielem dynastii normandzkiej, władającej Anglią przez 88 lat.

### Przyczyny ekspansji
Prawdopodobnie główne przyczyny ekspansji wikingów to:
- nagły wzrost populacji w Skandynawii pod koniec VII wieku na skutek ocieplenia klimatu i rozwinięcia technik rolniczych, który spowodował deficyt ziemi uprawnej;
- słabość najbliższych krajów: Szkocji, Anglii i Francji, w których nie istniały jeszcze silne zjednoczone królestwa lub występował kryzys istniejących struktur państwowych.

### Taktyka wojskowa

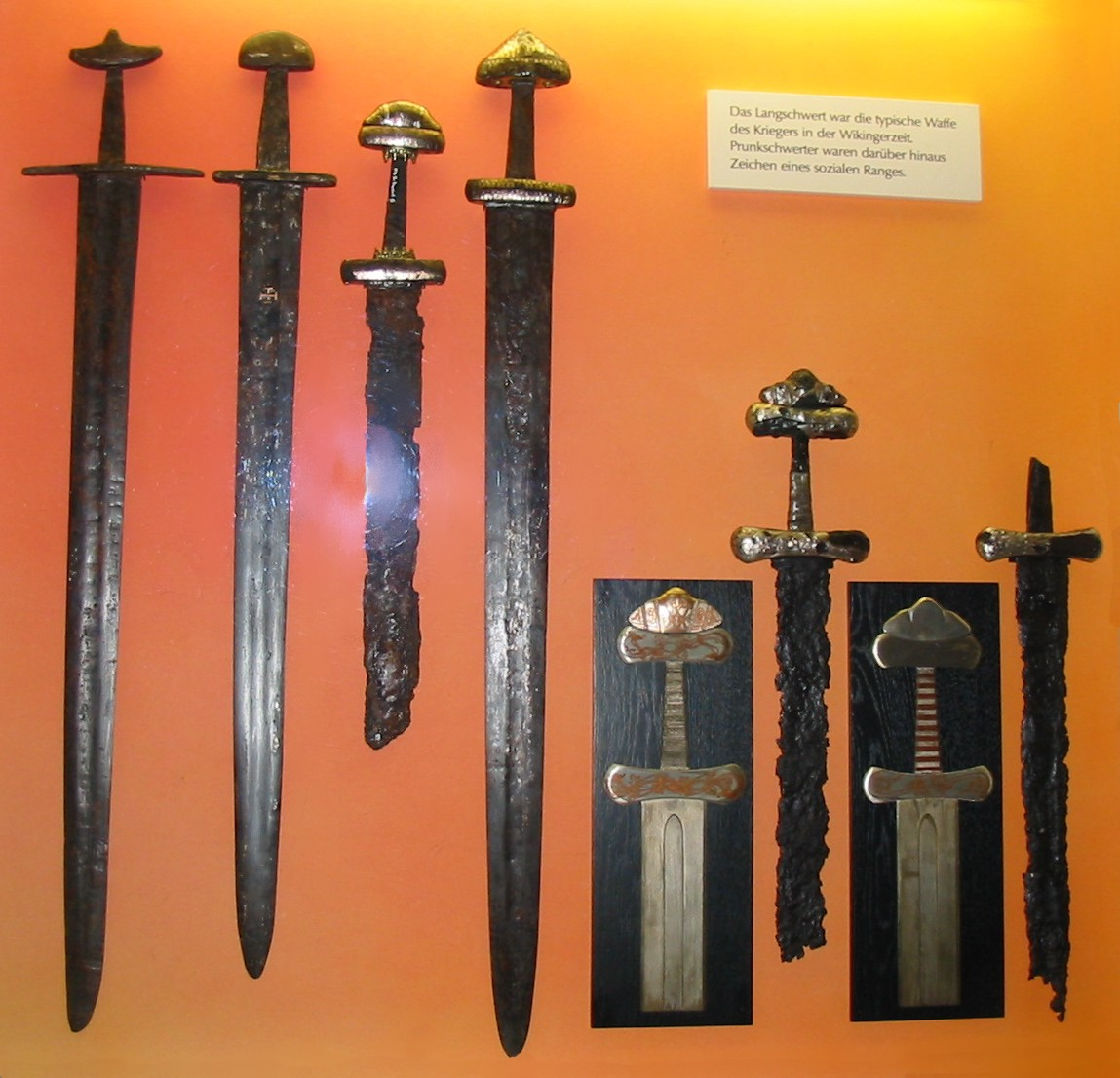
Miecze używane przez wikingów

Sukcesy odnosili dzięki dużej mobilności, jaką dawały im ich łodzie (drakkary) oraz zwartej formacji zwanej murem tarcz. Posługiwali się jednoręcznymi mieczami, toporami, włóczniami, okrągłymi drewnianymi tarczami o obitych metalem brzegach.
Prawa dzielnicowe z końca ery wikingów w wypadku pospolitego ruszenia nakazywały w Szwecji każdemu uczestnikowi być uzbrojonym w miecz, tarczę, hełm oraz włócznię, trzeba było mieć także jedną kolczugę, łuk i dwa tuziny strzał na ławkę wioślarską. W Norwegii należało mieć trzy tuziny strzał na ławkę wioślarską, a zamiast miecza można było mieć topór. W Danii natomiast łuk mógł być zastąpiony kuszą, lecz jeśli samemu nie było się dobrym strzelcem, trzeba było mieć kogoś do jej obsługi.
Główną siłą była piechota, rzadko stosowano konnicę. Podczas bitew morskich związywano burty statków i przystępowano do abordażu, walczono, aż załoga jednego ze statków nie została całkiem pokonana. Pochłaniało to znacznie więcej ofiar niż bitwy lądowe.

### Łodzie

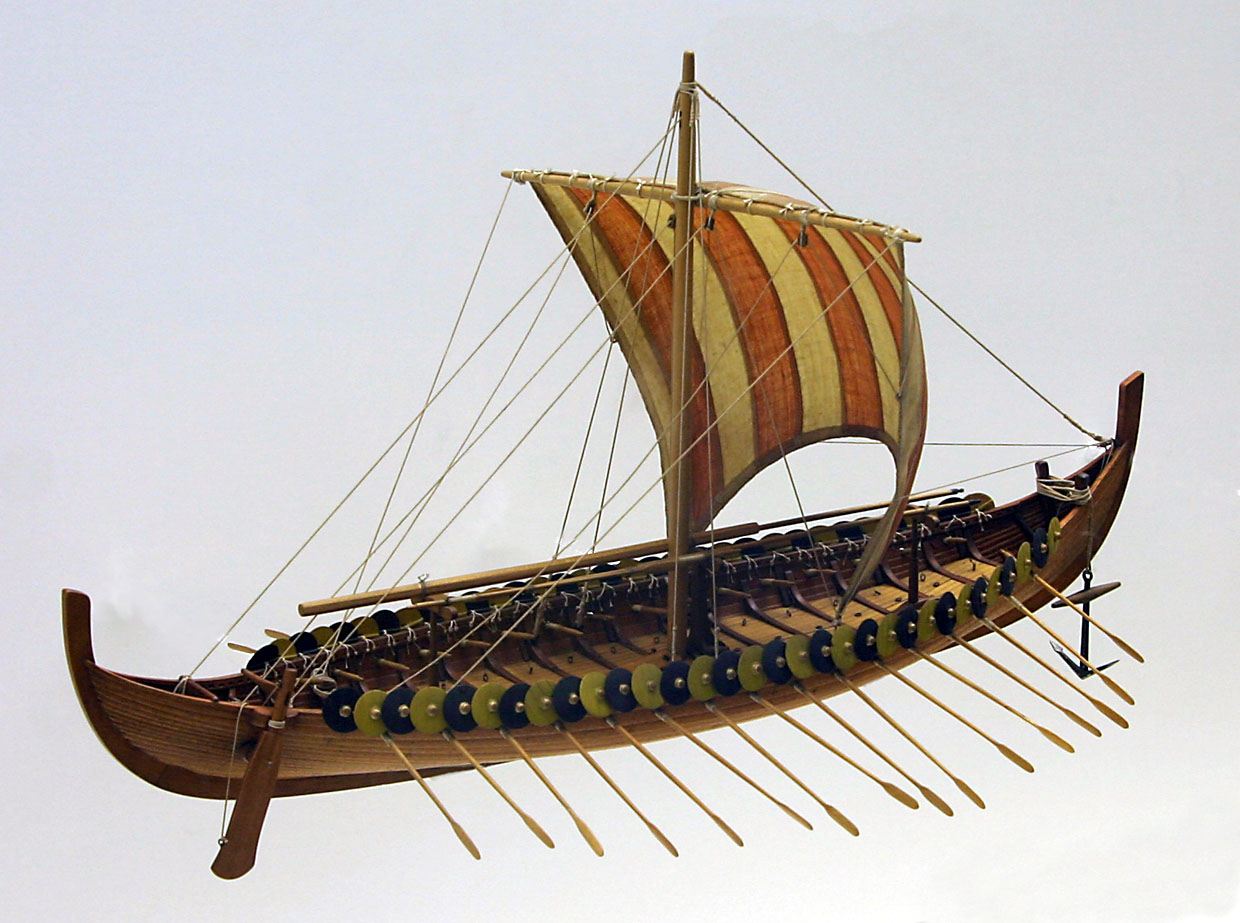
Model drakkaru (łodzi wikingów)

Ich ekspansja była możliwa głównie dzięki rozwojowi technik budowy statków – płaskodennych łodzi wiosłowych, wyposażonych w prostokątne żagle, drakkarów (przybrzeżnych szybkich łodzi bojowych) i knorrów czy knar (pełnomorskich statków dalekiego zasięgu o niezwykle wysokiej jak na owe czasy dzielności morskiej), a także wynalezieniu techniki żeglowania na wiatr, całkowicie nieznanej w Europie południowej. Oprócz knar wikingowie używali jeszcze byrdingów, na których żeglowali w celach handlowych do głównych portów bałtyckich: duńskiego Haithabu, szwedzkiej Birki, słowiańskich Wolina i Jomsborga, pruskiego Truso. Umożliwiło to nie tylko dalekie wyprawy morskie, ale również wpływanie rzekami w głąb atakowanego terytorium.
Wikingowie często też osiedlali się w nowych miejscach na stałe, zakładając zwykle swoje własne miasta portowe. Dotyczy to szczególnie Anglii środkowej i północnej, Bretanii, Irlandii (gdzie założyli m.in. Dublin) oraz południowej Rosji i Ukrainy. Ich wyprawy przyczyniły się także do kolonizacji nowych lądów oraz eksploracji mórz. Wikingowie, którzy zdołali utworzyć swoje własne państwa, zostali później wchłonięci przez okoliczną ludność.

## Handel

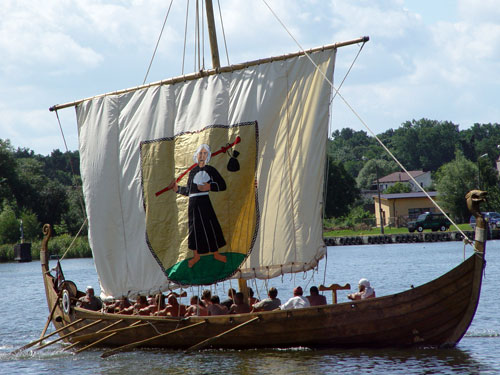
„Morąg” replika „Skudelev V”

Wikingowie byli wytrawnymi kupcami, podróżowali daleko poza Skandynawię. Mieszkańcom innych krain oferowali drewno, żelazo (niezbędne do wyrabiania narzędzi oraz broni), skóry fok i wielorybów, futra zwierząt, kły i kości morsów (przydatne rzeźbiarzom). Swoje towary wikingowie przewozili na znaczne odległości za pomocą statków handlowych (nazywanych byrdingami).
Własne dobra wikingowie wymieniali na towary miejscowe. Z Wysp Brytyjskich przywozili srebro, pszenicę i odzież; z krajów śródziemnomorskich – wino, ceramikę, złoto i sól. Żeglowali przez Bałtyk i dalej rzekami przez Ruś, aż do Konstantynopola i Jerozolimy. Z dalekich krain sprowadzali towary egzotyczne, jak przyprawy czy jedwab.
Do ważniejszych ośrodków handlowych wikingów należały m.in.: Birka (Szwecja), Hedeby (Dania), Truso (ziemie Prusów), Ryga (Łotwa), Wolin (Pomorze), Kaupang (Norwegia), Jorvik (Anglia) i Dublin (Irlandia).
Wikingowie handlowali także niewolnikami (najczęściej byli to jeńcy chrześcijańscy i Słowianie). Niektórzy niewolnicy zabierani byli do Skandynawii, do ciężkich robót budowlanych i na rolę, lecz większość była sprzedawana za srebro do krajów arabskich.

## Wygląd
Wbrew temu, co zobrazowano na stworzonych w XIX wieku romantycznych rysunkach, wikingowie nie nosili na hełmach rogów. Ubierali się w mało wyrafinowane ubrania. Ważniejsze od mody były ciepło i wygoda. Ubierali się warstwowo, żeby zapobiec oddawaniu ciepła. Ubiór bogatych wikingów nie różnił się wiele od biedniejszych. O pozycji społecznej świadczyły biżuteria oraz ozdoby, np. bogato zdobione brosze do spinania. Zarówno kobiety, jak i mężczyźni nosili zimą ciepłe rękawice oraz wełniane czapki.

## Wikingowie na terenach Polski

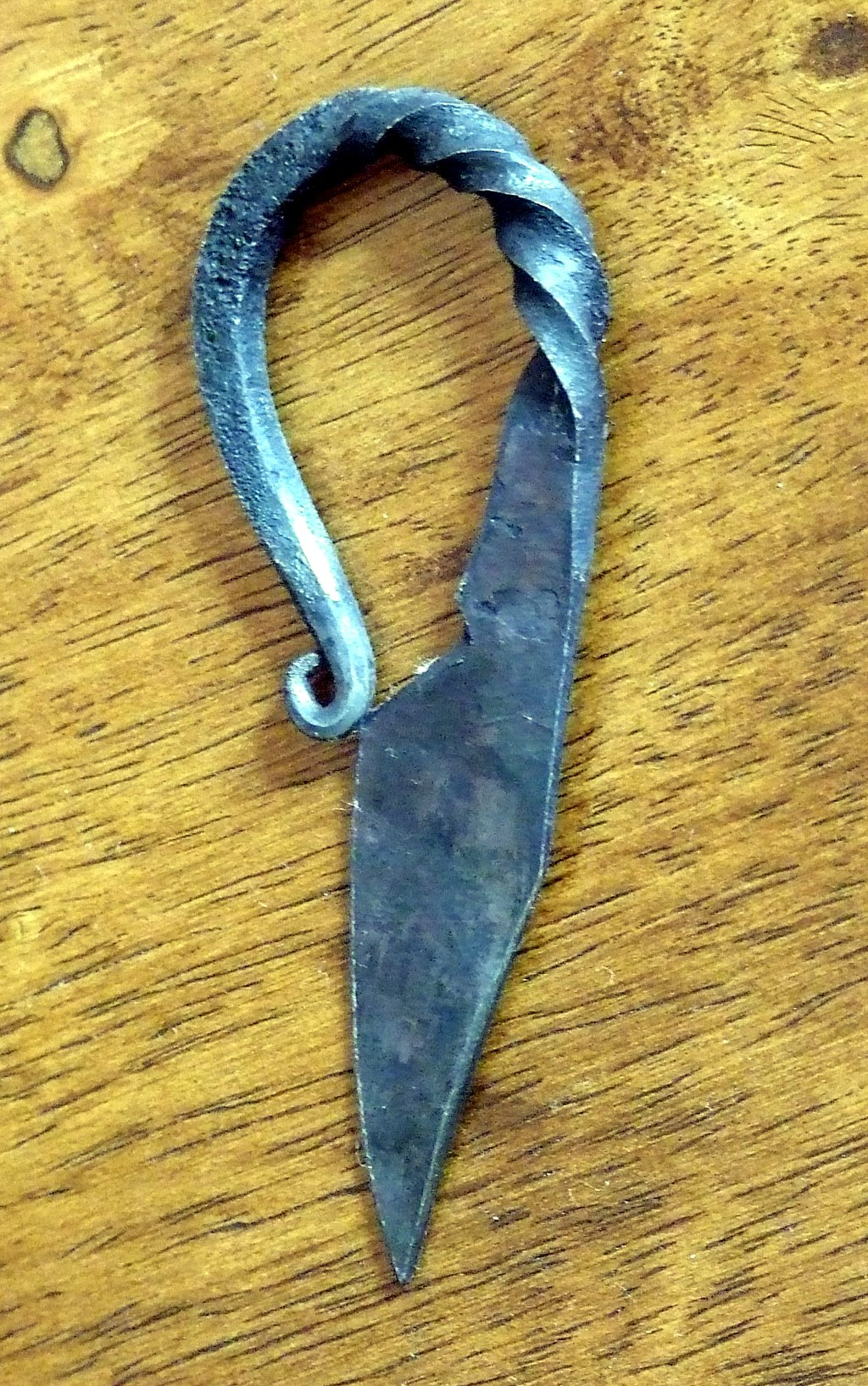
Replika kobiecego wikińskiego noża

Według różnych koncepcji Mieszko miał być wikingiem, który przejął władzę w państwie Polan. Hipoteza ta nawiązywała do faktu utworzenia kilku państw we wczesnośredniowiecznej Europie, w tym Rusi Kijowskiej, przez Normanów (Waregów), jak też teorii normandzkiej Karola Szajnochy z 1858 roku. Jedna z hipotez powstała w Niemczech w latach 30. XX wieku nie miała jednak wystarczających podstaw i „rychło upadła śmiercią naturalną razem z ustrojem, który ją wyhodował”. W 1937 roku tezę o normańskich wpływach na ziemiach zachodniosłowiańskich zakwestionował H. Arban (Schweden und das Karolingische Reich) i wkrótce poparł go B. Ehrlich. Tacy naukowcy jak L. Koczy, Z. Wojciechowski, V. Chaloupecký, J. Widajewicz, K. Tymieniecki także podjęli polemikę z hipotezą normańską wykazując brak adekwatnych źródeł i opowiedzieli się za koncepcją o skandynawskim podmiocie wymiany handlowej, popartą materiałem źródłowym. Archeolog dr Leszek Gardeła z Centrum Średniowiecza i Kultury w Reykholt na Islandii twierdzi, że wikingowie z pewnością pojawiali się na polskich ziemiach, ale ich największa aktywność skupiała się na obszarach Pomorza i obecność ta miała charakter handlowy (np. Truso, Wolin). Twierdzi też, że trudno o jednoznaczne dowody silnej obecności Skandynawów na terenie obecnej Polski. Nie skłaniają go do tego źródła pisane lub archeologiczne, w których czytelny byłby jakiś konflikt czy zdecydowany wpływ z Północy. „Ostrożna ocena wszystkich przesłanek wskazuje, że Skandynawowie nie mieli większego wpływu na ukształtowanie się polskiej państwowości. W materiale archeologicznym brak śladów konfliktu z obcą siłą – z najeźdźcą”. W miejscowości Bodzia znaleziono cztery groby wikingów z drużyny Świętopełka, którzy, jak to wynika z detali rzemieślniczych, przybyli do Polski z okolic Kijowa (prawdopodobnie byli wygnańcami). Mauzoleum najważniejszego spośród nich, wedle teorii badaczy, miało dać początek unikatowemu cmentarzysku w Bodzi.

## Wikingowie w kulturze popularnej
W teatrze
• Wikingowie. Musical nieletni - spektakl teatru komedii Valldal w reżyserii Tomasza Valldala-Czarneckiego

### W kinematografii
- Wiking – amerykański pełnometrażowy film dźwiękowy z 1928 roku, reżyseria Roy William Neill,
- Wikingowie – amerykański film przygodowy z 1958 roku w reżyserii Richarda Fleischera,
- Długie łodzie wikingów – film fabularny prod. Wielka Brytania–Jugosławia z 1963 roku w reżyserii Jacka Cardiffa,
- Wickie, syn wikingów – serial animowany prod. japońsko–austriacko-zachodnioniemieckiej na podstawie książek dla dzieci Runera Jonnsona z 1974 roku,
- Trzynasty wojownik – film fabularny prod. USA, w reżyserii Johna McTiernana z 1999 roku,
- Stara baśń. Kiedy słońce było bogiem – polski film fabularny z 2003 roku w reżyserii Jerzego Hoffman i serial telewizyjny Stara baśń z 2004 roku,
- Asterix i wikingowie – francuska komedia animowana z 2006 roku,
- Tropiciel – film fabularny prod. USA z 2007 roku w reżyserii Marcusa Nispela,
- Outlander – film fabularny prod. USA–Niemcy z 2008 roku, reżyseria – Howard McCain,
- Valhalla: Mroczny wojownik – film fabularny prod. brytyjsko–duńskiej w reżyserii Nicolasa Windinga Refna z 2009 roku,
- Vicky – wielki mały wiking – film fabularny prod. niemieckiej w reżyserii Michaela Herbiga z 2009 roku na podstawie książki dla dzieci szwedzkiego pisarza Runera Jonnsona,
- Jak wytresować smoka – film animowany prod. USA z 2010 roku,
- Wikingowie – kanadyjsko-irlandzki serial telewizyjny, z 2013 roku,
- Wiking Vic – francusko-australijsko-niemiecki serial animowany (remake serialu Wickie, syn wikingów) z 2013 roku,
- Saga wikingów („Northmen: A Viking Saga”) – film fabularny prod. Niemcy–RPA–Szwajcaria z 2014 roku, reżyseria – Claudio Fäh,
- Wiking – film fabularny prod. rosyjskiej z 2016 roku, reżyseria Andriej Krawczuk,
- Wiking – film fabularny prod. USA z 2022 roku, reżyseria Robert Eggers,

### W literaturze
- Rudy Orm – powieść historyczna Fransa Gunnara Bengtssona z 1941 roku,
- Filmowy wehikuł czasu - powieść fantastycznonaukowa Harry'ego Harrisona z 1967 roku
- Wikingowie – powieść historyczna Jerzego Cepika z 1969 roku,
- Saga winlandzka – manga i anime, ukazująca się od 2005 roku,
- Ludzie Północy – amerykańska seria komiksowa z 2008 roku,